# إجراء مضاد

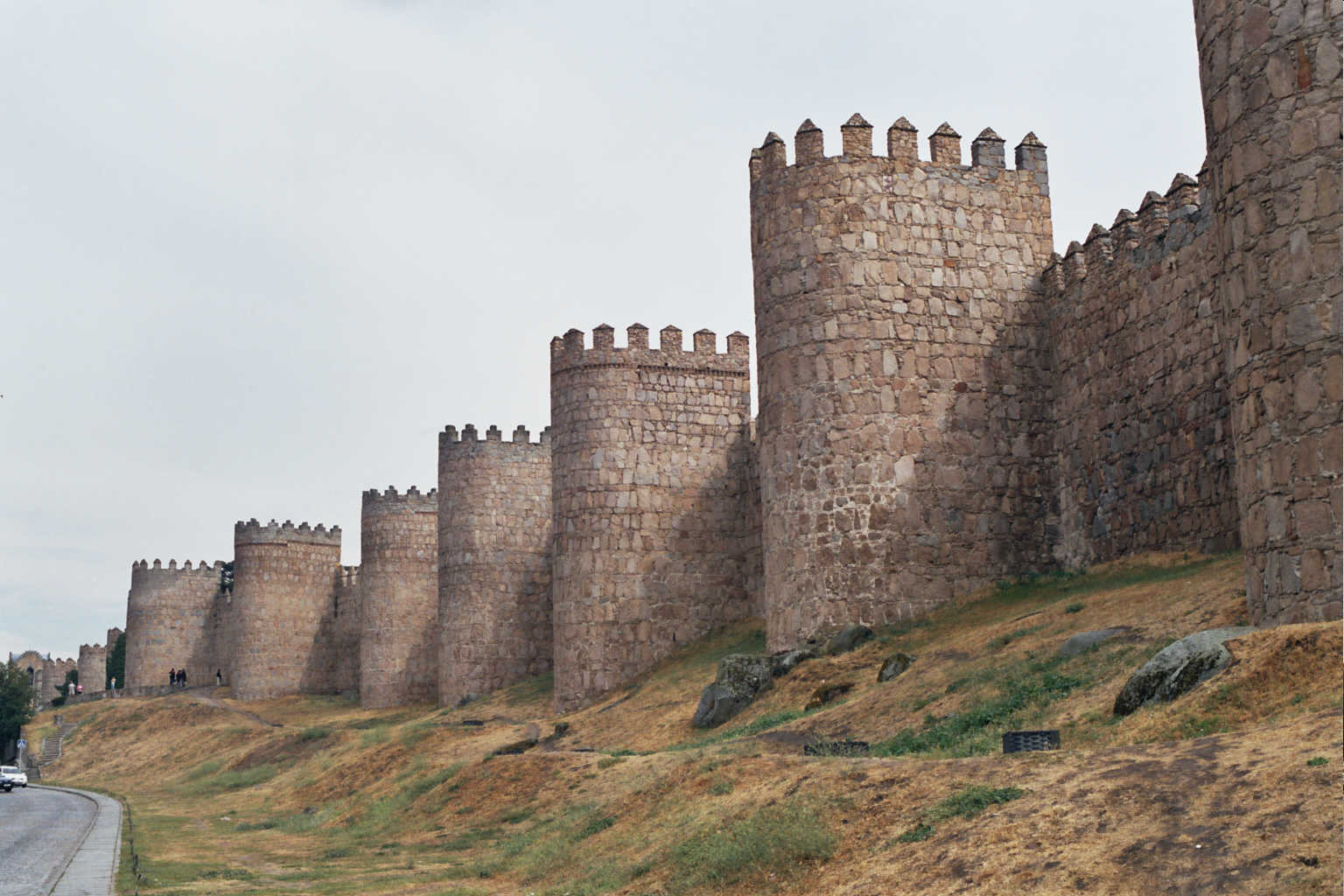
التحصين إجراء مضاد سلبي

الإجراء المضاد هو إجراء أو تدبير يتخد لمواجهة إجراء آخر. يعني أي حل أو نظام تنقني أو تعبوي مصمم لمنع نتيجة غير مرغوب فيها في العملية. 
تستخدم الإجراءات المضادة في المجالات التالية:
- الطب
- هندسة المواد
- الهندسة الكهرطيسية
- الشرطة
- تقانة المعلومات
- القانون الدولي
- أمن الوثائق
- منع التلوث
- الطيران

يغلب أن تقسم الإجراءات الدفاعية المضادة إلى نشطة و سلبية.